# Carlo Gatti
Carlo Gatti (Firenze, 19 dicembre 1876 – Milano, 3 marzo 1965) è stato un musicologo e critico musicale italiano.
Docente al Conservatorio Giuseppe Verdi di Milano (1898-1941) fondò e diresse la sezione musicale del Teatro del popolo nel capoluogo lombardo, diventando sovrintendente del Teatro alla Scala, per due anni, a partire dal 1942.
Fu critico musicale per varie riviste; scrisse monografie su Giuseppe Verdi (Verdi, 2 vol., 1930) e Alfredo Catalani (Catalani, 1953), curò l'edizione critica di alcune composizioni di Leonardo Leo, Alessandro Scarlatti, Giovanni Paisiello (Nina, o sia La pazza per amore). 
Scrisse musica sinfonica e vocale.

## Monografie
- Verdi, Alpes ed., Milano 1931[1]
- Catalani. La vita e le opere con 16 tavole Garzanti, Milano 1953[2]
- Cronache del Teatro alla Scala, 1922-1935, a cura di Giacomo A. Caula, G. Ricordi & C., Milano 1964.